# 올림픽 헝가리 선수단
올림픽 헝가리 선수단은 헝가리를 대표하여 올림픽에 참가하는 선수단이다. 헝가리는 1896년 제1회 올림픽에 처음으로 참가했으며 그 이후 대부분의 하계 올림픽과 모든 동계 올림픽에 선수단을 파견해 왔다. 헝가리는 제1차 세계 대전에서의 역할 때문에 1920년 올림픽에 초청받지 못했고, 1984년 하계 올림픽에 대한 소련 주도의 보이콧에 참여했다.
헝가리 선수들은 하계 올림픽에서 총 511개의 메달을 획득했고, 동계 올림픽에서는 10개의 메달을 획득했으며 펜싱은 메달을 많이 생산하는 스포츠이다. 헝가리는 올림픽을 개최한 적이 없는 기존의 어떤 국가보다 더 많은 하계 올림픽 메달을 획득했으며, 2020년 올림픽에서 핀란드를 제치고 이제 1인당 금메달 수가 가장 많은 국가가 되었다(주민 100만 명 미만 소규모 주 제외) 1956년과 1980년 동계 올림픽에서는 참가한 모든 헝가리 선수들이 메달을 획득했다.
헝가리 국가 올림픽 위원회는 헝가리 올림픽 위원회로, 1895년에 창설되어 승인되었다.

## 같이 보기
- 분류:헝가리의 올림픽 참가 선수

## 참고 자료
- (영어) “Hungary”. SR/Olympic Sports. 2014년 8월 16일에 원본 문서에서 보존된 문서. 2011년 10월 30일에 확인함.